# Kapusta (kulle)
Kapusta är en kulle i Finland.   Den ligger i den ekonomiska regionen  Östra Lapplands ekonomiska region  och landskapet Lappland, i den norra delen av landet, 800 km norr om huvudstaden Helsingfors. Toppen på Kapusta är 281 meter över havet. Kapusta ingår i Luostotunturit.
Terrängen runt Kapusta är huvudsakligen platt, men åt sydost är den kuperad.  Trakten runt Kapusta är nära nog obefolkad, med mindre än två invånare per kvadratkilometer. Närmaste större samhälle är Pyhäjärvi, 9,4 km öster om Kapusta. 